# Суворово (Московская область)
Суворово — село в Волоколамском городском округе Московской области России. Население — 144 чел. (2010).

## География
Село Суворово расположено на северо-западе Московской области, в северной части Волоколамского района, на автодороге Р107 Клин — Лотошино, примерно в 10 км к северу от города Волоколамска, на левом берегу реки Сенной (бассейн Иваньковского водохранилища). В селе одна улица — Сенная. Связано прямым автобусным сообщением с Волоколамском, Лотошином, Старицей. Ближайшие населённые пункты — деревня Масленниково и посёлок турбазы МАИ.

## Население
| 1852 | 1859 | 1926 | 2002 | 2006 | 2010 |
| ---- | ---- | ---- | ---- | ---- | ---- |
| 370  | ↗396 | ↗598 | ↘137 | ↗147 | ↘144 |

## История
Село Суворово имеет достаточно долгую историю. В XVII веке в селе находилась деревянная Богородицерождественская церковь. В те годы село Суворово являлось присёлком дворцового села Ярополец. Во второй половине XVIII века селом владел граф Захар Григорьевич Чернышёв. В 1774 году он стал инициатором строительства первого каменного храма Рождества Пресвятой Богородицы в селе Суворово.
По плану генерального межевания 1766 года в селе Суворово насчитывалось 20 крестьянских дворов и числилось 107 душ мужского пола.
В 1865—1877 годах на месте старого разобранного храма на средства прихожан построена новая церковь Рождества Пресвятой Богородицы.
В «Списке населённых мест» 1862 года Суворово — владельческое село 2-го стана Волоколамского уезда Московской губернии по правую сторону Старицко-Зубцовского тракта от города Волоколамска до села Ярополча, в 11 верстах от уездного города, при безымянном ручье, с 48 дворами, православной церковью и 396 жителями (184 мужчины, 212 женщин).
По данным 1890 года входило в состав Яропольской волости Волоколамского уезда, в селе имелось земское училище, число душ мужского пола составляло 183 человека.
В 1913 году — 87 дворов и земское училище.
По материалам Всесоюзной переписи 1926 года — центр Суворовского сельсовета Яропольской волости Волоколамского уезда, проживало 598 жителей (275 мужчин, 323 женщины), насчитывалось 120 хозяйств, среди которых 119 крестьянских, имелась школа.
С 1929 года — населённый пункт в составе Волоколамского района Московского округа Московской области. Постановлением ЦИК и СНК от 23 июля 1930 года округа как административно-территориальные единицы были ликвидированы.
1929—1939 гг. — центр Суворовского сельсовета Волоколамского района.
1939—1963 гг. — село Кашинского сельсовета Волоколамского района.
1963—1965 гг. — село Кашинского сельсовета Волоколамского укрупнённого сельского района.
1965—1994 гг. — село Кашинского сельсовета Волоколамского района.
В 1994 году Московской областной думой было утверждено положение о местном самоуправлении в Московской области, сельские советы как административно-территориальные единицы были преобразованы в сельские округа.

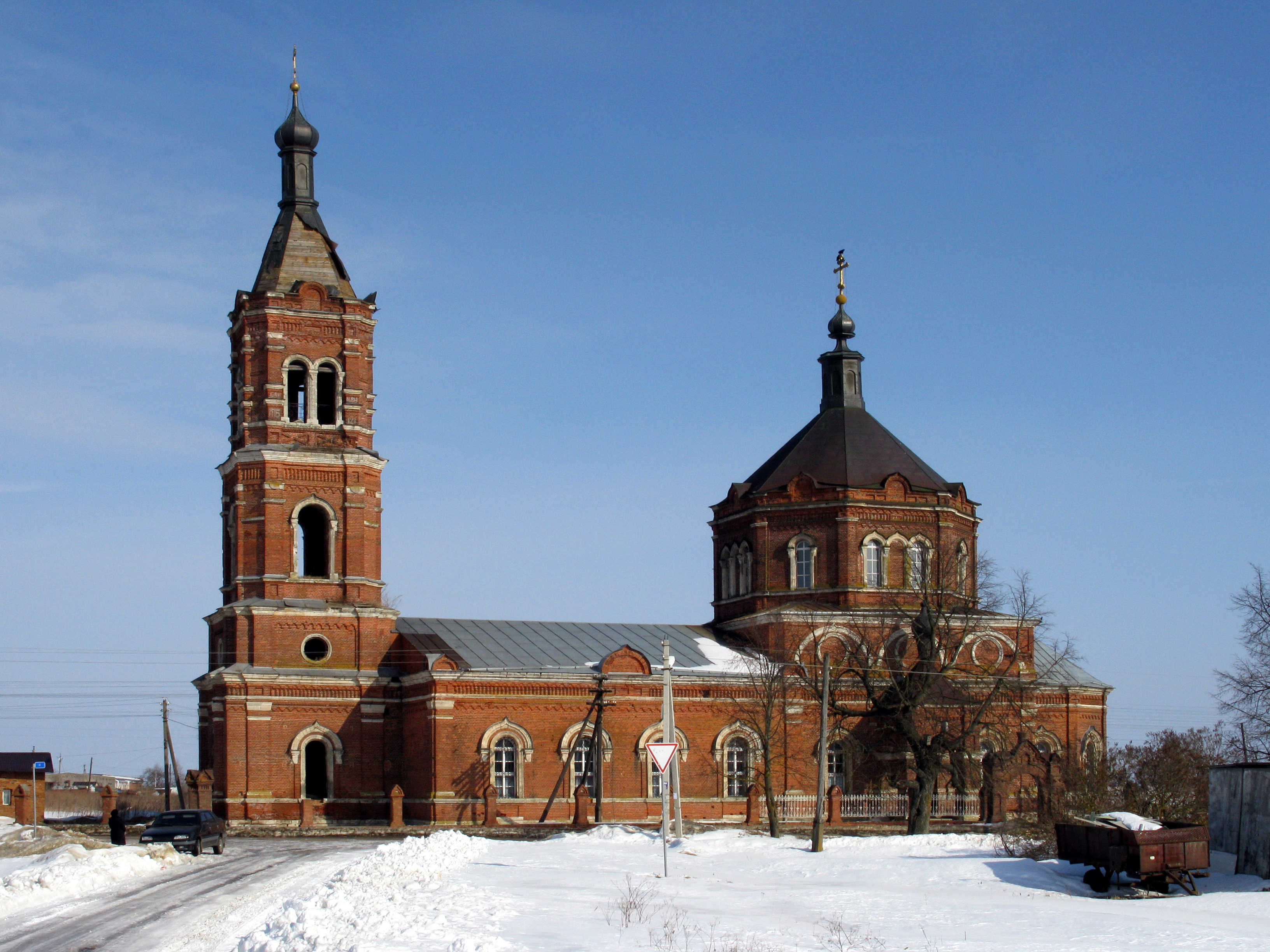
Богородицерождественский храм

1994—2006 гг. — село Кашинского сельского округа Волоколамского района.
В 2006—2019 гг. — село сельского поселения Кашинское Волоколамского муниципального района Московской области.

## Достопримечательности
В селе Суворово расположен Храм Рождества Пресвятой Богородицы, построенный в 1865—1893 годах. Храм является действующим. Церковь Рождества Пресвятой Богородицы в Суворово имеет статус памятника архитектуры.